# سیارک ۲۰۲۲۸
سیارک ۲۰۲۲۸ (به انگلیسی: 20228 Jeanmarcmari، نامگذاری:1997XG) بیست هزار و دویست و بیست و هشتمین سیارک کشف شده‌است که در ۳ دسامبر ۱۹۹۷ کشف شد.